# Ословско праисторическо селище
Ословското праисторическо селище (на гръцки: Αρχαίος οικισμός Παναγίτσας) е археологически обект край воденското село Ослово (Панагица), Гърция.
Селището е разположено на Ословския хълм западно от Ослово, между него и Жерви (Зерви). Югозападно от него е разкрит и некрополът му. Обитавано е постоянно от бронзовата до елинистическата епоха, като особено богати са находките от желязната епоха.
В 1997 година е обявено за защитен археологически паметник.